# Le Mystère de la jungle

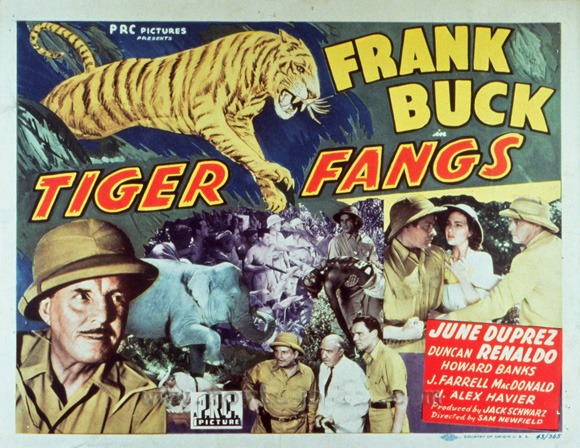
Affiche américaine du film Tiger Fangs

Le Mystère de la jungle (titre original Tiger Fangs) est un film américain réalisé par Sam Newfield et sorti en 1943.

## Synopsis

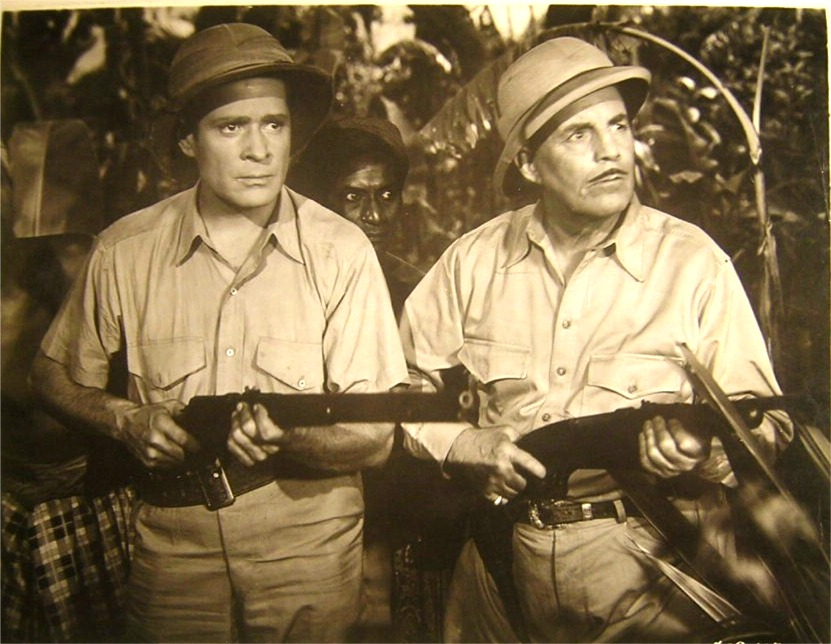
Scène du film avec Duncan Renaldo (à gauche) et Frank Buck.

L'explorateur renommé Frank Buck est envoyé par le gouvernement des États-Unis pour enquêter sur une récente série d'attaques de tigres en extrême-orient. Il constate que les attaques ont entraîné un arrêt de la production de caoutchouc, ce qui est problématique pour l'effort de guerre des alliés. Les villageois sont convaincus que les tigres sont habités par des esprits du mal.

## Fiche technique
- Titre original Tiger Fangs
- Réalisation : Sam Newfield
- Scénario : Arthur St. Claire
- Production : Jack Schwarz, Fred McConnell
- Musique : Lee Zahler
- Durée : 58 minutes
- Dates de sortie : 
  - États-Unis : 10 septembre 1943
  - Royaume-Uni : 4 février 1944

## Distribution
- Frank Buck : Frank Buck
- June Duprez : Linda McCardle
- Duncan Renaldo : Peter Jeremy
- Howard Banks : Tom Clayton

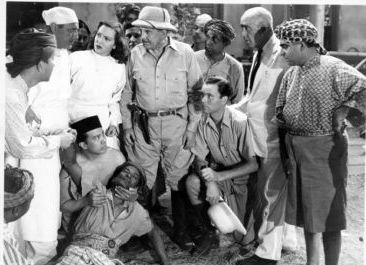
Scène du film avec Frank Buck au centre

- J. Farrell MacDonald : Geoffrey MacCardle
- Alex Havier : Ali
- Arno Frey : Dr. Lang
- Dan Seymour : Henry Gratz
- Pedro Regas : Takko